# Zygmunt Puławski
Zygmunt Puławski (24 de outubro de 1901 — 21 de março de 1931) foi um projetista e piloto de aeronaves polonês. Inventou a asa de gaivota, também conhecida como "asa de Puławski" e construiu uma série de caças poloneses pela PZL.
Nasceu na cidade de Lublin. No verão de 1901, durante a ofensiva soviética na Guerra Polaco-Soviética, se voluntariou para o batalhão Związek Harcerstwa Polskiego. No final da década de 1920, começou a estudar na Universidade de Varsóvia. Era membro da Seção de Aviação do clube de estudantes, onde construiu alguns planadores. Se destacou como aluno exemplar. Em 1925 se formou pela universidade, recebendo o título de Engenheiro, e partiu para a França, onde praticara sua recém função. Após seu retorno, serviu no serviço nacional, completando a escola de aviação militar em Bydgoszcz se tornando piloto. A partir de 1927, se tornou o principal projetista da Centralne Warsztaty Lotnicze (CWL) em Varsóvia, sendo logo reincorporada pela PZL (Państwowe Zakłady Lotnicze).
Para cumprir com requisitos do departamento militar polonês, em 1928 Puławski projetou um caça moderno de asa alta com motor em linha, o PZL P.1. Para o P.1, inventou o design de asa de gaivota, dando ao piloto uma excelente visão da cabine. O P.1 voou em 1929 e foi prestigiado ao redor do mundo. O design da asa foi mais tarde copiada em outras aeronaves no mundo. O P.1 não chegou a ser produzido em escala, em prol dos próximos projetos de Puławski com motor radial, preferido pela Força Aérea Polaca. Baseado no P/1, o PZL P.6 possuía um motor radial e voou pela primeira vez em 1930. Com o piloto Bolesław Orliński, venceu uma corrida de aeronaves nos Estados Unidos. Foi nomeado como melhor piloto de caça do mundo por algumas imprensas militares da época. Sua versão melhorada, o PZL P.7, foi produzido para a Força Aérea Polaca (150 construídos). No início do ano de 1931, Puławski projetou outro caça, o PZL P.8, retornando para seu design favorito, com o motor em linha. Em 1930, também ordenou que começassem a trabalhar no desenvolvimento do P.7, com um motor mais forte e logo após, começou a trabalhar também no PZL P.11.
Puławski também voou em algumas aeronaves do Aeroclube em Varsóvia. Morreu em 21 de Março de 1931 em uma queda de seu mais recente avião anfíbio PZL.12 em Varsóvia, com 29 anos de idade (a aeronave caiu devido forte vento após a decolagem). Depois de sua morte, o projeto do PZL P.11 foi finalizado por Wsiewołod Jakimiuk, se tornando o principal caça polonês durante a Invasão da Polônia em 1939. Além deste, um modelo mais rápido - para exportação - baseado completamente nas características de construção de Puławski foi desenvolvido e vendido em alguns países. 
Puławski foi um dos mais talentosos projetistas poloneses. Também por causa de sua morte, os caças desenvolvidos por ele, a maior parte sendo considerados modernos no começo da década de 1930, não foi substituído com sucessores mais modernos antes de 1939, quando estes já estavam obsoletos.

## Lista de projetos de Puławski
| Designação | descrição, primeiro voo/produção em série                |
| PZL P.1    | protótipo de caça, monomotor de asa alta 1929/-          |
| PZL P.2    | protótipo de caça, monomotor de asa alta, não construído |
| PZL P.6    | protótipo de caça, monomotor de asa alta, 1930/-         |
| PZL P.7    | caça, monomotor de asa alta, 1930/1932                   |
| PZL P.8    | protótipo de caça, monomotor de asa alta, 1931/-         |
| PZL P.9    | protótipo de caça, monomotor de asa alta, não construído |
| PZL P.10   | projeto de caça, monomotor de asa alta                   |
| PZL P.11   | caça, monomotor de asa alta, 1931/1934                   |
| PZL.12     | avião anfíbio, monomotor de asa alta, 1931               |